# 杜文戰
杜文戰（發音：[ʔɗo˦ˀ˥ van˧˧ t͡ɕiən˧˦]；1962年11月10日—），是越南山由族政治人物。現任越南共產黨第十三屆政治局委员、中央书记处書記，越南祖國陣線中央委員會主席，全國COVID-19預防和控制指導委員會委員，曾任越南政府部長、少數民族事務委員會主席、宣光省委副書記、安沛省委書記。

## 經歷
1986年9月13日申請加入越南共產黨。一年後批准。在1986年10月至1988年10月间，他担任北太農業第三大學（今太原大学）綜合部行政副主任。之后在越南茶葉企業聯合會新潮茶農工業企業任职，随即从政，先后担任宣光省山陽县党委常委、區人民委員會副主席、宣光省委財務行政部副部長、宣光省委組織委員會副主任、省委委員、常務副主任、越共宣光省委常委、宣光省安山縣委書記、人民議會主席、省委常委，宣光省人民委員會副主席、常務副主席。2006年当选为第十届越共中央候补委员
2009年7月，升任越共宣光省委副書記，宣光省人民委員會主席。第十三屆國會議員2011年8月成为越共中央委員、安沛省委書記。2015年2月至2016年4月，赴河内任职，出任越南民族委員會副主任；
2016年1月，当选为越南共產黨第十二屆中央委員會委員，同年4月，获得新任总理阮春福提名为越南民族委员会主任，随即走马上任。2021年1月，在越共十三大上，当选越共第十三届中央书记处书记，2024年5月，他获任越共中央政治局委员